# Горнате-Олона
Горнате-Олона (итал. Gornate-Olona) — коммуна в Италии, располагается в провинции Варесе области Ломбардия.
Население составляет 1901 человек, плотность населения составляет 475 чел./км². Занимает площадь 4 км². Почтовый индекс — 21040. Телефонный код — 0331.